# Боришино (Дятловский район)
Бори́шино (бел. Барышына) — деревня в Даниловичском сельсовете Дятловского района Гродненской области Республики Беларусь. По переписи населения 2009 года в Боришино проживало 29 человек.

## География
Боришино расположено в 20 км к востоку от Дятлово, 150 км от Гродно, 11 км от железнодорожной станции Новоельня.

## История
В 1921—1939 годах Боришино находилось в составе межвоенной Польской Республики. В 1923 году в Боришино было 22 хозяйства, 109 жителей. Рядом располагался фольварк (3 хозяйства, 23 жителя). В сентябре 1939 года Боришино вошло в состав БССР.
В 1996 году Боришино входило в состав колхоза «Гвардия». В деревне насчитывалось 32 хозяйства, проживали 76 человек.

## Религия
В деревне зарегистрирована религиозная община Церкви Христиан Веры Евангельской.